# Alexander Mikhalevski
Alexander Mikhalevski (Hebreeuws: אלכסנדר מיכלבסקי) (Homel, 11 maart 1958) is een Wit-Russisch-Israëlische schaker met een FIDE-rating van 2428 (januari 2010). Hij is een internationaal meester. Alexander was schaakcoach van zijn jongere broer Victor Mikhalevski tijdens diens jeugd. Deze heeft inmiddels een hogere rating.